# Kajdanki

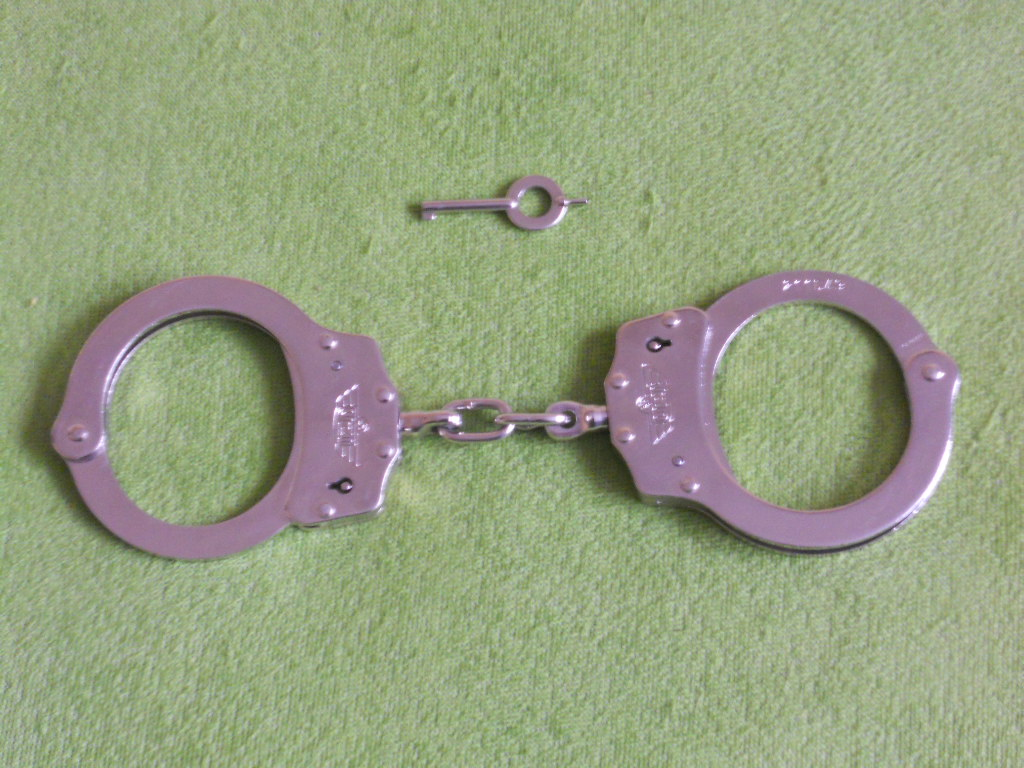
Polskie kajdanki policyjne nowego typu

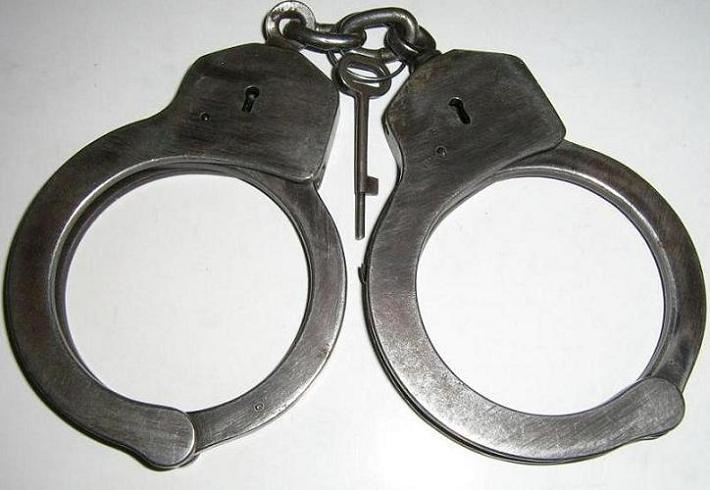
Polskie kajdanki policyjne starego typu

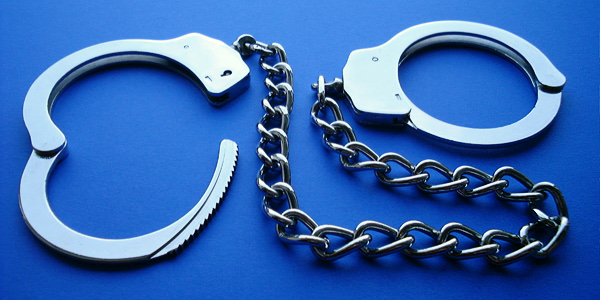
Standardowe tajwańskie kajdanki na nogi dostępne w Polsce

Kajdanki – przyrząd służący do obezwładniania człowieka, poprzez ograniczenie swobody ruchów jego kończyn.

## Budowa
Współczesne kajdanki składają się najczęściej z dwóch otwieranych kluczem obręczy (zakładanych na ręce lub nogi) oraz łącznika, którym może być łańcuch, zawias, przegub lub stalowa linka. Zdarzają się także konstrukcje całkowicie sztywne, w których obręcze łączy metalowa płytka. Obręcze większości kajdanek posiadają ruchomą szczękę umożliwiającą dostosowanie średnicy obręczy do grubości rąk lub nóg osoby skuwanej.

## Zastosowanie
Kajdanki na ręce są standardowym wyposażeniem funkcjonariuszy policji, natomiast kajdanki na nogi używane są głównie w więziennictwie lub przy konwojowaniu na rozprawę sądową osób oskarżonych o popełnienie najcięższych przestępstw, mogących stanowić zagrożenie dla otoczenia. Funkcjonariusze pracujący incognito czasami używają kajdanek na kciuki ze względu na ich kompaktowy rozmiar. Natomiast jednostki specjalne (taktyczne) używają często jednorazowych kajdanek plastikowych ze względu na ich małą wagę.
Kajdanki wykorzystywane są także często w praktykach seksualnych BDSM.
Znane firmy produkujące kajdanki to Peerless oraz Smith and Wesson.

## Etymologia
Wyraz kajdanki jest zdrobnieniem od kajdany. Ten z kolei pochodzi od ukr. кайдани kajdány, będącego zapożyczeniem z języków turkijskich, a wywodzącego się ostatecznie z arab. ‏قيدان‎ qaydāni (liczba podwójna) „pęta, okowy, kajdany” (liczba pojedyncza to arab. ‏قيد‎ qaydun).